# Капітан 1 рангу
Капіта́н 1 ра́нгу (лат. capitaneus — воєначальник, від лат. caput — голова), — у ВМС України і багатьох інших країн військове звання старшого офіцерського складу, відповідає званню полковника в сухопутних військах і авіації.
В Україні звання капітана 1 рангу вище Капітан 2 рангу і нижче коммодора (до 2020 року наступним після капітана 1 рангу було звання контрадмірала).

## Історія використання

### Московська держава та Російська імперія
Чин капітана 1 рангу з'являється на флоті з 1713 року. Був введений царем Петром Олексійовичем для командирів лінійних кораблів 1-го рангу. Чин увійшов до Морського статуту 1720 року, та у Табель про ранги 1722 року. Згідно з табелем про ранги, капітан 1 рангу належав до VI класу та відповідав чину полковника у сухопутних силах, секунд-майора гвардії (1748—1798, з 1798 року у гвардії відповідний чин також полковник) та колезькому раднику цивільної служби.
До 1732 року та у 1751—1764, 1798—1827 роках чин капітана 1 рангу був вищим за капітана 2 рангу і нижчим за капітан-командора (у 1764—1798 роках нижче капітана бригадирського рангу). З 1827 року чин капітана 1 рангу був вищим за капітана 2 рангу і нижчим за контрадмірала. Такий штабель рангу існував до самого кінця Російської імперії.
З 1827 року на еполетах почали вказувати офіцерські знаки розрізнення. Ще до 1827 року було можливо відрізнити, до якого класу належить офіцер (але не його чин), молодші офіцери мали еполети без бахроми, а старші офіцери й адмірали відрізнялися типом бахроми. Капітани 1 рангу отримали «чисті» еполети без зірочок, маючи знаки розрізнення, як і полковники сухопутних сил. З 1854 року для офіцерів замість еполет вводяться погони, спершу для носіння на шинелі, а з 1855 року для усіх видів одягу. Еполети поступово стають лише аксесуаром парадного однострою. Оскільки на еполетах клас офіцера можливо було розпізнати за бахромою (п'ятипроменеві зірочки були однакового розміру для всіх класів), з'являється особлива технологія виробництва офіцерських погонів. При виготовленні офіцерського погона спочатку брався солдатський кольоровий погон і на нього нашивали дві чи три золоті галунні смужки. Смужки нашивалися не впритул одна до одної, таким чином, щоб залишалася невелика кольорова смужка (просвіт). Таким чином на погоні оберофіцера була одна смужка-просвіт, а на погоні штаб-офіцера їх було дві. Оскільки кольором погонів нижніх чинів флоту був чорний, то просвіти офіцерських погонів були того ж кольору. Капітан 1 рангу мав золоті галунні погони з двома чорними просвітами, зірочки, як 1 раніше, були відсутні.
Після Лютневої революції 1917 року російським Тимчасовим урядом наказом Морського міністра № 125 від 16 квітня 1917 року вводяться зміни у формі одягу чинів флотів і Морського відомства, вводяться нові знаки розрізнення, для уніфікації з іншими країнами. Скасовуються погони, а знаки розрізнення переносяться на рукава, у вигляді комбінації галунних стрічок. Капітани 1 рангу, підполковники та колезькі радники отримали один широкий галун з завитком і два широких без завитка.
16 грудня 1917 року після Жовтневого перевороту декретом радянського керівництва були скасовані чини, звання та титули часів Російської імперії. Цей чин ще деякий час використовувався у Білій армії (1917—1921).

### УНР
У Військово-морських силах УНР звання капітана 1 рангу належало до булавної (старшої) старшини і було вищим за рангом від капітана 2 рангу, нижчим — за контрадмірала.
Слід зауважити, що знаки розрізнення капітана 1 рангу УНР збігаються із сучасними знаками розрізнення капітана 1 рангу ВМС України (чотири смужки середнього розміру).

### СРСР
Після скасування персональних військових звань, в Радянській Росії (а з 1922 року — в СРСР) склалася система вжитку посадових рангів. Ще наказом від 16 січня 1919 року в Радянській Росії затверджуються посадові знаки розрізнення РСЧА, генетично не пов'язані з попередніми знаками розрізнення російської імперської армії. Знаки розрізнення Червоного Флоту, як і попередні часів Тимчасового уряду базувалися на комбінації стрічок різної ширини. Вже в 1924 році наказом РВР СРСР № 807 від 20 червня 1924 року затверджені командно-стройові посади, з відповідними знаками розрізнення.
22 вересня 1935 року у СРСР були введені персональні військові звання. Серед інших з'явилося військове звання «капітан 1 рангу». Система військових звань здебільшого збігалася з колишньою системою військових чинів Російської імперії. Званню капітана 1 рангу, яке було першим званням вищого командного складу, відповідало званням: комбриг в сухопутних силах і авіації, та бригадного комісара військово-політичного складу. Капітан 1 рангу був вище за рангом ніж капітан 2 рангу, та нижче за рангом від флагмана 2 рангу.
Згідно з главою 4 наказу про введення персональних військових звань, командний та начальницький склад ВМС отримали знаки розрізнення у вигляді комбінації галунних стрічок різної ширини. Командний склад, військово-політичний та військово-технічний склади мали стрічки жовтого (золотого) кольору, інший начальницький склад білого (срібного) кольору. Колір між стрічками командний склад мав кольору мундира, начальницький склад кольору служби. Капітан 1 рангу мав одну широку золотисту стрічку на рукаві.
Ще перед введенням персональних військових звань, відповідні посадові знаки розрізнення використовували військовики 10-ї категорії (найнижча серед вищого начскладу), що відповідало посаді «командир крейсера». Галун були завширшки 2,80 см. Над галуном розміщувалася п'ятипроменева зірка з красного сукна (діаметром в 4,5 см) із золотою облямівкою.
У 1940 році були введені генеральські та адміральські звання, які не мали прямого співвідношення зі старими званнями вищого командного складу. Декілька змінилося співвідношення звання у сухопутних силах до звання корабельного складу ВМС: капітан 1 рангу, став дорівнювати полковнику, капітан 2 рангу став дорівнювати підполковнику, а капітан 3 рангу, як 1 раніше, дорівнював майору. Водночас для інженерного складу корабельної служби вводяться нові звання. Капітану 1 рангу дорівнював інженер-капітан 1 рангу.
Звання проіснувало до розпаду СРСР у 1991 році та увійшло у військову ієрархію більшості держав які утворилися на його уламках.
Знаками розрізнення капітана 1 рангу була одна широка стрічка на рукаві, а з 1943 року ще і погони з двома просвітами і трьома п'ятипроменевими зірками (як у полковника). Введені знаки розрізнення на погони майже збігалися зі знаками розрізнення капітана 2 рангу флоту Російської імперії.

### Військово-Морські Сили Збройних сил України (з 1991 року)
Збройні сили України, які утворилися під час розпаду СРСР, перейняли радянський зразок військових звань, а також радянських знаків розрізнення. За знаки розрізнення капітан 1 рангу мав одну широку стрічку на рукаві, а також погони з двома просвітами на яких розміщувалися по три середні п'ятипроменеві зірки (як у полковника). За знаки розрізнення капітан 2 рангу мав чотири середні стрічки на рукаві, а також погони з двома просвітами на яких розміщувалися по дві середні п'ятипроменеві зірки (як у підполковника).
5.07.2016 року Президент України затверджує «Проєкт однострою та знаки розрізнення Збройних сил України». У Проєкті серед іншого розглянуті військові звання та знаки розрізнення військовослужбовців. Змінюються знаки розрізнення військовослужбовців, відходячи від радянського зразка.
20.11.2017 виходить наказ Міністерства оборони України № 606 де уточнюються правила носіння і використання однострою військовослужбовцями. Для корабельного складу ВМС знаками розрізнення стають стрічки на рукавах та на погонах.
Знаками розрізнення капітана 1 рангу стають чотири стрічки середнього розміру.
| Нижче за рангом: Капітан II рангу | ВМС ЗСУ Капітан 1 рангу | Вище за рангом: Контрадмірал (1991—2020) |
| Нижче за рангом: Капітан II рангу | ВМС ЗСУ Капітан 1 рангу | Вище за рангом: Коммодор (з 2020)        |